# Edward Armitage (Botaniker)
Edward Armitage (* 17. Mai 1822 in Maidstone, Kent; † 22. Februar 1906 in Cheltenham) war ein englischer Botaniker. Sein offizielles botanisches Autorenkürzel lautet „Armitage“.

## Werke
- Lecture on the botany of Natal. 1854.
- zusammen mit E. Weiss: Catalogo nominale della plante vascolari che crescono spontanee nei dintorni di Pallenza ed Intra. 1891.